# Andi
Gli Andi sono un popolo celtico così chiamato nel De bello Gallico da Cesare, mentre in altri autori sono chiamati con il nome di Andecavi. Vivevano nell'attuale Angiò, a nord (e un poco a sud) del basso corso della Loira. La loro città principale era l'odierna Angers, sulla Mayenne, non lontano dalla confluenza con la Loira.
Dopo la vittoria romana, sul loro territorio degli Andecavi fu fondata la città di Juliomagus, che prese in seguito il nome di Andegavia e, infine, di Angers.

## Guerre dei Galli
Nel 52 a.C., dopo la resa di Vercingetorige, gli Andi, sotto la guida del loro capo Dumnaco (o Dumnacus), tentarono la resistenza ai Romani. Con l'aiuto dei Carnuti, egli attaccò Limonum (Poitiers), ma fu sconfitto.
In effetti, il capo degli Andi, con i suoi guerrieri e i Pictoni anti romani, assediò Limonum, difesa dal capo del partito di Cesare, il lemovico Duratius. L'intervento dei legati Gaio Caninio Rebilo e Gaio Fabio obbligò Dumnaco a togliere l'assedio. Inseguito dalle truppe romane, dopo aver passato la riva destra della Loira, egli venne sconfitto presso  Ponts-de-Cé.
Secondo Tacito, nel 21 d.C., le città galliche si ribellano al potere romano e gli Andecavi vi partecipano. La rivolta sarà placata dal legato Acilio Aviola, che marcia con una coorte dalla capitale Lugdunum.